# Kök-Oj
Kök-Oj (kirgisisch Көк-Ой, bis 2001: Ивано-Алексеевка dt. Iwano-Alexejewka) ist ein Ort im Rajon Talas im Oblus Talas in Kirgistan. Die Stadt hatte im Jahr 2022 5760 Einwohner.
Kök-Oj war jahrzehntelang Verwaltungszentrum des Rajon Talas. 2007 verschob der damalige Ministerpräsident Almasbek Atambajew das Verwaltungszentrum nach Manas.